# Edward Wood, I conte di Halifax
Edward Frederick Lindley Wood, I conte di Halifax (Powderham Castle, 16 aprile 1881 – Garrowby Hall, 23 dicembre 1959), è stato un politico britannico, Viceré d'India dal 1926 al 1931 e Ministro degli Esteri del Regno Unito dal 1938 al 1940.

## Biografia
Lord Halifax era figlio di Charles Wood, II visconte Halifax di una famiglia aristocratica anglo-cattolica della West Country. I suoi tre fratelli maggiori morirono tutti in giovanissima età, lasciandolo unico erede del viscontado del padre. Lo stesso Lord Halifax nacque con il braccio sinistro atrofizzato e senza una mano anche se questa disabilità non gli impedì di cavalcare, andare a caccia o sparare. Dopo aver studiato al College di Eton e al Christ Church di Oxford, diventa un fellow dell'All Souls College

### La carriera politica
Nel 1910 viene eletto in Parlamento dove rappresenterà Ripon, nel North Yorkshire, fino al 1925 quando venne elevato al titolo di pari. Durante la prima guerra mondiale servì come maggiore nei Queen's Own Yorkshire Dragoons.
Al termine della guerra cercò senza successo di farsi nominare governatore generale del Sudafrica e di entrare nel governo con la carica di Sottosegretario alle Colonie. Dopo aver votato contro il governo liberale di David Lloyd George, nel 1922 divenne Ministro dell'Istruzione del gabinetto conservatore guidato da Andrew Bonar Law. Nel 1924 venne nominato Ministro dell'Agricoltura del governo Baldwin, ma sembrava che la sua carriera politica stentasse a prendere il volo.

### Viceré d'India
Nel 1925 quasi inaspettatamente re Giorgio V lo propose per la carica di Viceré d'India. È probabile che nella sua scelta il sovrano sia stato influenzato dall'immacolato pedigrée di Lord Halifax e dal fatto che suo padre avesse ricoperto la carica di Segretario di Stato per l'India. Lord Halifax venne dunque innalzato al titolo di Conte di Halifax e arrivò a Bombay il 1º aprile 1926.
L'India in quel periodo stava attraversando una fase politica estremamente turbolenta. L'esclusione di membri indiani dalla Commissione Simon che avrebbe dovuto valutare l'eventualità di concedere l'autogoverno al Paese scatenò violente proteste tra cui la cosiddetta Marcia del sale organizzata dal partito del Congresso Nazionale Indiano del Mahatma Gandhi. Lord Halifax ricorse ai poteri d'emergenza e fece arrestare Gandhi. Nuove, sempre più violente proteste costrinsero tuttavia il Viceré a firmare nel gennaio 1931 il Patto di Delhi che mise fine alla disobbedienza civile e al boicottaggio dei beni inglesi.

### In politica estera
Nell'aprile 1931 Lord Halifax tornò in Gran Bretagna dove, l'anno seguente, venne nuovamente nominato Ministro dell'Istruzione. Nel 1934 ereditò dal padre il titolo di Visconte di Halifax e durante i governi di Baldwin e Neville Chamberlain ricoprì varie cariche di governo: Ministro della Guerra (1935), Lord del sigillo privato (1935-1937) e Lord presidente del Consiglio (1937-1938). Nel novembre 1937 su invito di Hermann Göring Lord Halifax si recò in visita in Germania, dove ebbe modo di incontrare anche Hitler. Durante i colloqui con il Führer Halifax espresse la sua opinione che i piani tedeschi verso l'Austria, la Cecoslovacchia e Danzica fossero del tutto legittimi purché ottenuti con mezzi pacifici.
Nel febbraio 1938, a causa dei continui dissidi con Chamberlain sulla cosiddetta politica di appeasement, Anthony Eden si dimise e Lord Halifax lo sostituì. Halifax era convinto, così come del resto lo era anche il primo ministro Chamberlain, che Gran Bretagna, Francia e Italia dovessero impegnarsi per impedire che le richieste territoriali di Hitler scatenassero un nuovo conflitto in Europa. L'invasione della Polonia nel settembre 1939 e il successivo scoppio della seconda guerra mondiale dimostrarono la fragilità della politica estera britannica. Nel maggio 1940 il governo Chamberlain fu costretto a dimettersi e Lord Halifax, che pure godeva del sostegno della famiglia reale e del partito conservatore, non cercò di succedergli lasciando la guida dell'esecutivo a Winston Churchill.

### Ambasciatore negli Stati Uniti
Churchill lasciò Lord Halifax alla guida del Foreign Office per circa nove mesi, ma i due non erano in buoni rapporti e nel gennaio 1941 venne inviato a Washington come ambasciatore britannico presso il governo degli Stati Uniti. Lord Halifax rimase in America fino al 1946, quando si ritirò dalla vita politica.

## Ascendenza
|                                      |                                     |                                      | Genitori                                      |  |  | Nonni |  |  | Bisnonni                       |  |  | Trisnonni        |  |
|                                      |                                     |                                      |                                               |  |  |       |  |  | sir Francis Wood, II baronetto |  |  | sir Charles Wood |  |
|                                      |                                     |                                      |                                               |  |  |       |  |  | sir Francis Wood, II baronetto |  |  | sir Charles Wood |  |
|                                      |                                     | Caroline Barker                      |                                               |  |  |       |  |  | sir Francis Wood, II baronetto |  |  |                  |  |
| Charles Wood, I visconte Halifax     |                                     |                                      |                                               |  |  |       |  |  | sir Francis Wood, II baronetto |  |  |                  |  |
|                                      |                                     | Anne Buck                            | Samuel Buck                                   |  |  |       |  |  |                                |  |  |                  |  |
|                                      |                                     | Anne Buck                            | Samuel Buck                                   |  |  |       |  |  |                                |  |  |                  |  |
|                                      |                                     | Anne Buck                            | Anne Ellison                                  |  |  |       |  |  |                                |  |  |                  |  |
| Charles Wood, II visconte Halifax    |                                     | Anne Buck                            |                                               |  |  |       |  |  |                                |  |  |                  |  |
|                                      |                                     | Charles Grey, II conte Grey          | Charles Grey, I conte Grey                    |  |  |       |  |  |                                |  |  |                  |  |
|                                      |                                     | Charles Grey, II conte Grey          | Charles Grey, I conte Grey                    |  |  |       |  |  |                                |  |  |                  |  |
|                                      |                                     | Charles Grey, II conte Grey          | Elizabeth Grey                                |  |  |       |  |  |                                |  |  |                  |  |
| lady Mary Grey                       |                                     | Charles Grey, II conte Grey          |                                               |  |  |       |  |  |                                |  |  |                  |  |
|                                      |                                     | hon. Mary Elizabeth Ponsonby         | William Ponsonby, I barone Ponsonby           |  |  |       |  |  |                                |  |  |                  |  |
|                                      |                                     | hon. Mary Elizabeth Ponsonby         | William Ponsonby, I barone Ponsonby           |  |  |       |  |  |                                |  |  |                  |  |
|                                      |                                     | hon. Mary Elizabeth Ponsonby         | hon. Louisa Molesworth                        |  |  |       |  |  |                                |  |  |                  |  |
| Edward Wood, I conte di Halifax      |                                     | hon. Mary Elizabeth Ponsonby         |                                               |  |  |       |  |  |                                |  |  |                  |  |
|                                      | William Courtenay, X conte di Devon | vescovo Reginald Courtenay           |                                               |  |  |       |  |  |                                |  |  |                  |  |
|                                      | William Courtenay, X conte di Devon | vescovo Reginald Courtenay           |                                               |  |  |       |  |  |                                |  |  |                  |  |
|                                      | William Courtenay, X conte di Devon | lady Elizabeth Howard                |                                               |  |  |       |  |  |                                |  |  |                  |  |
| William Courtenay, XI conte di Devon | William Courtenay, X conte di Devon |                                      |                                               |  |  |       |  |  |                                |  |  |                  |  |
|                                      |                                     | lady Harriet Leslie Pepys            | sir Lucas Pepys, I baronetto                  |  |  |       |  |  |                                |  |  |                  |  |
|                                      |                                     | lady Harriet Leslie Pepys            | sir Lucas Pepys, I baronetto                  |  |  |       |  |  |                                |  |  |                  |  |
|                                      |                                     | lady Harriet Leslie Pepys            | Jane Elizabeth Leslie, XII contessa di Rothes |  |  |       |  |  |                                |  |  |                  |  |
| lady Agnes Courtenay                 |                                     | lady Harriet Leslie Pepys            |                                               |  |  |       |  |  |                                |  |  |                  |  |
|                                      |                                     | Hugh Fortescue, I conte di Fortescue | Matthew Fortescue, II barone Fortescue        |  |  |       |  |  |                                |  |  |                  |  |
|                                      |                                     | Hugh Fortescue, I conte di Fortescue | Matthew Fortescue, II barone Fortescue        |  |  |       |  |  |                                |  |  |                  |  |
|                                      |                                     | Hugh Fortescue, I conte di Fortescue | Anne Campbell                                 |  |  |       |  |  |                                |  |  |                  |  |
| lady Elizabeth Fortescue             |                                     | Hugh Fortescue, I conte di Fortescue |                                               |  |  |       |  |  |                                |  |  |                  |  |
|                                      |                                     | hon. Hester Grenville                | lord George Grenville                         |  |  |       |  |  |                                |  |  |                  |  |
|                                      |                                     | hon. Hester Grenville                | lord George Grenville                         |  |  |       |  |  |                                |  |  |                  |  |
|                                      |                                     | hon. Hester Grenville                | Elizabeth Wyndham                             |  |  |       |  |  |                                |  |  |                  |  |
|                                      |                                     | hon. Hester Grenville                |                                               |  |  |       |  |  |                                |  |  |                  |  |